# C1D
C1D (англ. C1D nuclear receptor corepressor) – білок, який кодується однойменним геном, розташованим у людей на короткому плечі 2-ї хромосоми.  Довжина поліпептидного ланцюга білка становить 141 амінокислот, а молекулярна маса — 16 019.
| 10         |  | 20         |  | 30         |  | 40         |  | 50         |
| ---------- |  | ---------- |  | ---------- |  | ---------- |  | ---------- |
| MAGEEINEDY |  | PVEIHEYLSA |  | FENSIGAVDE |  | MLKTMMSVSR |  | NELLQKLDPL |
| EQAKVDLVSA |  | YTLNSMFWVY |  | LATQGVNPKE |  | HPVKQELERI |  | RVYMNRVKEI |
| TDKKKAGKLD |  | RGAASRFVKN |  | ALWEPKSKNA |  | SKVANKGKSK |  | S          |

A: Аланін

D: Аспарагінова кислота

E: Глутамінова кислота

F: Фенілаланін

G: Гліцин

H: Гістидин

I: Ізолейцин

K: Лізин

L: Лейцин

M: Метіонін

N: Аспарагін

P: Пролін

Q: Глутамін

R: Аргінін

S: Серин

T: Треонін

V: Валін

W: Триптофан

Кодований геном білок за функціями належить до репресорів, фосфопротеїнів. 
Задіяний у таких біологічних процесах як апоптоз, транскрипція, регуляція транскрипції, процесинг рРНК, поліморфізм. 
Білок має сайт для зв'язування з ДНК, РНК. 
Локалізований у цитоплазмі, ядрі.